# Fanndís Friðriksdóttir
Fanndís Friðriksdóttir, née le 9 mai 1990, est une footballeuse internationale islandaise évoluant au poste de milieu de terrain.

## Biographie

### Carrière en club
Fanndís Friðriksdóttir évolue de 2005 à 2012 au Breiðablik UBK, avec lequel elle remporte le Championnat d'Islande en 2005. Elle part ensuite en Norvège, jouant sous les couleurs de Kolbotn Fotball de 2013 à 2014, puis retourne au Breiðablik UBK où elle remporte le championnat d'Islande en 2015 et la Coupe d'Islande en 2016.
Le 26 août 2017, le Breiðablik UBK annonce le transfert de la joueuse à l'Olympique de Marseille.
Après une saison conclue sur une relégation en deuxième division, elle retourne en Islande au Valur Reykjavik à l'été 2018.

### Carrière en sélection
Elle compte onze apparitions en équipe d'Islande féminine des moins de 17 ans de 2005 à 2007 (pour un but marqué) et vingt sélections en équipe d'Islande féminine des moins de 19 ans entre 2006 et 2009 (avec 11 buts marqués).
Elle connaît sa première sélection en équipe d'Islande le 9 mars 2009 lors d'un match de poules de l'Algarve Cup contre le Danemark.
Elle participe à l'Euro féminin 2009, à l'Euro féminin 2013 et à l'Euro féminin 2017, où elle marque l'unique but de la sélection.

## Palmarès
- Championnat d'Islande de football féminin
  - Championne en 2005 et 2015.
  - Vice-championne en 2009, 2014 et 2016.
- Coupe d'Islande de football féminin
  - Vainqueur en 2016.
  - Finaliste en 2006 et 2009.
- Supercoupe d'Islande de football féminin
  - Vainqueur en 2016 et 2017.
  - Finaliste en 2007, 2010 et 2015.
- Algarve Cup
  - Finaliste en 2011.

## Vie privée
Elle est la fille du footballeur international islandais Friðrik Friðriksson et de la skieuse Nanna Leifsdóttir,.